# Jostein Gaarder
Jostein Gaarder (* 8. srpna 1952, Oslo) je norský spisovatel knih převážně pro děti a mládež.

## Biografie
Narodil se v učitelské rodině. Jeho otec byl ředitelem střední školy a matka učitelka. Jeho matka Inger Margrethe je autorkou několika knih pro děti. Jostein studoval skandinávské jazyky a teologii na univerzitě v Oslu, v letech 1981–1991 vyučoval filosofii a literaturu na vysoké škole v Bergenu. V této době napsal spolu se svými kolegy šest učebnic k dějinám náboženství a filosofie. Mezinárodní úspěch Sofiina světa: „románu o dějinách filozofie“ vydaného v roce 1991 mu umožnil se psaním živit. Ve svých knihách provází dějinami filozofie, náboženství, pojednává o základních otázkách lidské existence a nabádá čtenáře k tomu, aby neztráceli schopnost okouzlení ze světa kolem nich. Angažuje se také v politice a ekologii, kterou podporuje prostřednictvím Nadace Sophie.

## Dílo
- Diagnosen og andre noveller. (1986)
- Barna fra Sukhavati. (1987)
- Froskeslottet. (1988, česky Žabí zámek. Praha: Knižní klub, 2008. 92 s. ISBN 978-80-242-2046-8.)
- Kabalmysteriet. (1990, česky Tajemství karet. Praha: Albatros, 1997. 322 s. ISBN 80-00-00529-8.)
- Sofies verden. (1991, česky Sofiin svět. Román o dějinách filosofie. Košice: Knižná dielňa Timotej, 1995. 512 s. ISBN 80-967294-5-4.)
- Julemysteriet. (1992, česky Kouzelný kalendář. Kostelní Vydří: Karmelitánské nakladatelství, 2002. 241 s. ISBN 80-7192-682-5.)
- Bibi Bokkens magiske bibliothek. (1993)
- I et speil, i en gate. (1993, česky Jako v zrcadle, jen v hádance. Praha: Albatros, 1999. 136 s. ISBN 80-00-00706-1.)
- Hallo? Er det noen her?. (1996, česky Haló! Je tu někdo?. Praha: Albatros, 1998. 73 s. ISBN 80-00-00617-0.)
- Vita brevis. (1996, česky Vita brevis. List Florie Aemilie Aureliovi Augustinovi. Praha: Odeon, 1997. 269 s. ISBN 80-207-0551-1.)
- Maya. (1999)
- Sirkusdirektørens datter. (2001, česky Principálova dcera. Praha: Knižní klub, 2004. 206 s. ISBN 80-242-1199-8.)
- Appelsinpiken. (2003, česky Dívka s pomeranči. Praha: Albatros, 2004. 158 s. ISBN 80-00-01405-X.)
- Sjakk Matt. (2006)
- De gule dvergene (2006)
- Slottet i Pyreneene. (2008, česky Hrad v Pyrenejích. Praha: Albatros, 2011. 168 s. ISBN 978-80-00-02643-5)
- Det spørs (2012, česky To je otázka. Praha: Albatros, 2013. 72 s. ISBN 978-80-00-03075-3)
- Anna, En fabel om klodens klima og milø. (2013, česky Anna - Bajka o klimatu a životním prostředí Země. Praha: Albatros, 2014. 188 s. ISBN 978-80-00-03509-3)
- Anton og Jonatan. (2014. česky Anton a Jonatán. Praha: Albatros, 2014. 40 s. ISBN 978-80-00-03698-4)
- Dukkeforeren (2016, česky Loutkař. Praha: Plus, 2017, 248 s. ISBN 978-80-259-0634-7)

## Vybrané knihy v češtině
Anna – Jaký bude rok 2082? (2014, Albatros)
Anně je 16 let, baví ji přírodovědný kroužek a moc by chtěla vědět, jak bude vypadat svět v budoucnosti. To se jí vyplní – po gaarderovsku – prostřednictvím snu. Anna se ocitne v roce 2082 a zjistí, že svět budoucnosti vypadá docela jinak. Kam zmizel hmyz potřebný k opylování stromů, proč vyhynula některá zvířata? V knize najdou čtenáři řadu opakujících se motivů ze Sofiina světa. Místo filosofie a dějin myšlení se román zajímá o přírodu a ekologii.
To je otázka (2013, Albatros)
Odkud a kam jdeme? Byl svět odjakživa? Bude dál existovat, až tu nebudu? Kniha otázek, které  sestavil Jostein Gaarder s hlubokým porozuměním a citem pro dětské chápání a vnímání. Každá otázka navozuje okruh dalších a dalších témat, o nichž si budou děti s rodiči povídat. Jostein Gaarder, autor románu o dějinách filosofie Sofiin svět, dokázal, že stejně citlivě dokáže promlouvat k  dětem jako k teenagerům.  
Dívka s pomeranči (2004, Albatros, Zlatá stuha za překlad)
Oduševněle napsaný zamilovaný příběh, který osloví čtenáře všech věkových kategorií. V průběhu jednoho večera, během něhož 15letý hrdina Georg čte dopis od svého otce, probíhá před jeho očima celý příběh. Georgův otec zemřel před jedenácti lety, ale jeho dopis byl nalezen teprve nyní. Vedle líčení prostého příběhu lásky, pokládá otec synovi nejednoduché otázky, které se dotýkají samotné podstaty lidské existence.
Sofiin svět (1995, Albatros)
Román o dějinách filosofie Norský učitel J. Gaarder kombinací zdánlivě neatraktivních témat, jako jsou dějiny filosofie a příběh dospívání patnáctileté dívky, vytvořil knížku, která slaví mezi čtenáři neuvěřitelný úspěch; vzápětí po svém norském vydání vyšla v desítkách zemí a v roce 1995 se stala nejprodávanější knihou na světě.
V českém jazyce stále nevyšly knihy: Diagnosen og andre noveller – 1986, Barna fra Sukhavati – 1987, Bibi Bokkens magiske bibliothek – 1993, Maya – 1999, Sjakk Matt – 2006, De gule dvergene – 2006.

#### Recenze
- Chrudimka
- Top VIP
- Anotace knih čerpají z http://www.albatrosmedia.cz/